# Supercopa Euroamericana de 2016
A Supercopa Euroamericana de 2016 foi a 2ª edição do torneio amistoso intercontinental disputado entre o campeão da Copa Sul-Americana e o campeão da Liga Europa. A partida foi disputada no ESPN Wide World of Sports Complex em Orlando. Foi organizada pela LFP World Challenge.

## Histórico
A segunda edição foi disputada entre o Santa Fe, campeão da Copa Sul-Americana de 2015, e o Sevilla, campeão da Liga Europa da UEFA de 2014–15. O Sevilla sagrou-se campeão ao vencer por 2 x 1, com gols de Konoplyanka e Gameiro. 
Cabe citar que o Sevilla também jogou como campeão da Liga Europa de 2015-16 (encerrada em 18 de maio), dado que o tira-teima ocorreu depois desta.

## Participantes
| Clube    | Cidade  | Classificação                             | Participação |
| -------- | ------- | ----------------------------------------- | ------------ |
| Santa Fe | Bogotá  | Campeão da Copa Sul-Americana de 2015     | 1ª           |
| Sevilla  | Sevilha | Campeão da Liga Europa da UEFA de 2014–15 | 2ª           |

## Partida
| 19 de julho   | Santa Fe | 1 – 2     | Sevilla                       | ESPN Wide World of Sports Complex, Orlando |
| 20:00 (UTC-4) | Moya 61' | Relatório | 19' Konoplyanka · 21' Gameiro | Público: 5 000                             |

| Santa Fe | Sevilla |

| GK             | 13 | David Soria            |     | 68'                  |
| RB             | 16 | Coke (c)               | 68' |                      |
| CB             | 12 | Nicolás Pareja         |     | Predefinição:Sentoff |
| CB             | 2  | Timothée Kolodziejczak |     | 33'                  |
| LB             | 18 | Sergio Escudero        | 88' | 87'                  |
| DM             | 11 | Matías Kranevitter     | 46' |                      |
| AM             | 14 | Franco Vázquez         | 70' |                      |
| AM             | 29 | Joaquín Correa         | 46' |                      |
| RW             | 10 | Pablo Sarabia          |     |                      |
| LW             | 22 | Yevhen Konoplyanka     | 46' |                      |
| CF             | 7  | Kévin Gameiro          | 46' | 17'                  |
| Reservas:      |    |                        |     |                      |
| GK             | 1  | Sergio Rico            |     |                      |
| DF             | 3  | Diego González         | 88' | 76'                  |
| DF             | 6  | Daniel Carriço         | 46' |                      |
| DF             | 25 | Mariano                | 46' |                      |
| MF             | 8  | Vicente Iborra         | 70' | 76'                  |
| MF             | 15 | Steven N'Zonzi         | 46' |                      |
| MF             | 20 | Vitolo                 | 68' |                      |
| FW             | 24 | Fernando Llorente      | 46' | 60'                  |
| Técnico:       |    |                        |     |                      |
| Jorge Sampaoli |    |                        |     |                      |

| GK            | 1  | Róbinson Zapata     |     |                      |
| RB            | 27 | Carlos Arboleda     |     | Predefinição:Sentoff |
| CB            | 3  | José Moya           |     | 36'                  |
| CB            | 26 | Javier López        |     |                      |
| LB            | 29 | Dairon Mosquera     |     |                      |
| DM            | 8  | Leonardo Pico       | 34' |                      |
| DM            | 30 | Yeison Gordillo     |     | 62'                  |
| RM            | 17 | Juan David Roa      |     |                      |
| LM            | 5  | Yulián Anchico      | 46' | 31'                  |
| CF            | 10 | Omar Pérez (c)      | 55' |                      |
| CF            | 24 | Humberto Osorio     | 55' |                      |
| Reservas:     |    |                     |     |                      |
| GK            | 22 | Leandro Castellanos |     |                      |
| MF            | 11 | Jonathan Gómez      | 55' |                      |
| MF            | 14 | Baldomero Perlaza   | 46' |                      |
| MF            | 20 | Kevin Salazar       | 55' |                      |
| FW            | 9  | Juan Manuel Falcón  | 34' |                      |
|               |    |                     |     |                      |
| Técnico:      |    |                     |     |                      |
| Alexis García |    |                     |     |                      |

## Premiação
| Supercopa Euroamericana de 2016 |
| Espanha                         |
| ------------------------------- |
| Sevilla Campeão (1º título)     |